# 1919–1920-as svájci labdarúgó-bajnokság (első osztály)
Az 1919–1920-as Swiss Serie A volt a 23. alkalommal megrendezett, legmagasabb szintű labdarúgó-bajnokság Svájcban.
A címvédő az Etoile La Chaux-de-Fonds volt. A szezont a Young Boys csapata nyerte, a bajnokság történetében ötödjére.

## Keleti csoport
| Hely. | Csapat               | M  | Gy | D | V | G+ | G– | Gk  | P  | Továbbjutás vagy kiesés |
| ----- | -------------------- | -- | -- | - | - | -- | -- | --- | -- | ----------------------- |
| 1.    | Grasshoppers         | 14 | 10 | 2 | 2 | 33 | 13 | +20 | 22 | Továbbjutó              |
| 2.    | Zürich               | 14 | 9  | 4 | 1 | 37 | 13 | +24 | 22 |                         |
| 3.    | St. Gallen           | 14 | 7  | 2 | 5 | 28 | 21 | +7  | 16 |                         |
| 4.    | Winterthur           | 14 | 6  | 2 | 6 | 29 | 24 | +5  | 14 |                         |
| 5.    | Brühl                | 14 | 5  | 2 | 7 | 22 | 31 | −9  | 12 |                         |
| 6.    | Neumünster Zürich    | 14 | 5  | 2 | 7 | 22 | 34 | −12 | 12 |                         |
| 7.    | Young Fellows Zürich | 14 | 2  | 4 | 8 | 19 | 40 | −21 | 8  |                         |
| 8.    | Blue Stars Zürich    | 14 | 0  | 6 | 8 | 22 | 36 | −14 | 6  |                         |

### Rájátszás
- Grasshoppers 2–1 Zürich

## Központi csoport
| Hely. | Csapat          | M  | Gy | D | V  | G+ | G– | Gk  | P  | Továbbjutás vagy kiesés |
| ----- | --------------- | -- | -- | - | -- | -- | -- | --- | -- | ----------------------- |
| 1.    | Young Boys      | 14 | 12 | 2 | 0  | 41 | 13 | +28 | 26 | Továbbjutó              |
| 2.    | Basel           | 14 | 7  | 4 | 3  | 32 | 20 | +12 | 18 |                         |
| 3.    | Aarau           | 14 | 6  | 4 | 4  | 24 | 14 | +10 | 16 |                         |
| 4.    | Nordstern Basel | 14 | 7  | 2 | 5  | 21 | 18 | +3  | 16 |                         |
| 5.    | Old Boys        | 14 | 5  | 2 | 7  | 19 | 30 | −11 | 12 |                         |
| 6.    | Luzern          | 14 | 4  | 3 | 7  | 18 | 28 | −10 | 11 |                         |
| 7.    | Bern            | 14 | 4  | 1 | 9  | 19 | 30 | −11 | 9  |                         |
| 8.    | Biel            | 14 | 1  | 2 | 11 | 15 | 36 | −21 | 4  |                         |

## Nyugati csoport
| Hely. | Csapat                   | M  | Gy | D | V | G+ | G– | Gk  | P  | Továbbjutás vagy kiesés |
| ----- | ------------------------ | -- | -- | - | - | -- | -- | --- | -- | ----------------------- |
| 1.    | Servette                 | 14 | 11 | 0 | 3 | 42 | 24 | +18 | 22 | Továbbjutó              |
| 2.    | Etoile La Chaux-de-Fonds | 14 | 8  | 4 | 2 | 51 | 22 | +29 | 20 |                         |
| 3.    | La Chaux-de-Fonds        | 14 | 5  | 3 | 6 | 31 | 29 | +2  | 13 |                         |
| 4.    | Cantonal Neuchâtel       | 14 | 4  | 5 | 5 | 28 | 35 | −7  | 13 |                         |
| 5.    | Genf                     | 14 | 3  | 6 | 5 | 20 | 31 | −11 | 12 |                         |
| 6.    | Fribourg                 | 14 | 4  | 4 | 6 | 18 | 28 | −10 | 12 |                         |
| 7.    | Lausanne Sports          | 14 | 3  | 4 | 7 | 21 | 33 | −12 | 10 |                         |
| 8.    | Montreux Sports          | 14 | 2  | 6 | 6 | 15 | 24 | −9  | 10 |                         |

## Döntő
| 1. csapat  | Eredmény | 2. csapat    |
| ---------- | -------- | ------------ |
| Young Boys | 4:0      | Servette     |
| Servette   | 2:1      | Grasshoppers |
| Young Boys | 0:0      | Grasshoppers |

| Hely. | Csapat       | M | Gy | D | V | G+ | G– | Gk | P | Továbbjutás vagy kiesés |
| ----- | ------------ | - | -- | - | - | -- | -- | -- | - | ----------------------- |
| 1.    | Young Boys   | 2 | 1  | 1 | 0 | 4  | 0  | +4 | 3 | Bajnok                  |
| 2.    | Servette     | 2 | 1  | 0 | 1 | 2  | 5  | −3 | 2 |                         |
| 3.    | Grasshoppers | 2 | 0  | 1 | 1 | 1  | 2  | −1 | 1 |                         |